# Салвадор на Светском првенству у атлетици на отвореном 2019.
Салвадор је учествовао на 17. Светском првенству у атлетици на отвореном 2019. одржаном у Дохи од 27. септембра до 6. октобра седамнаести пут, односно учествовао је на свим првенствима до данас. Репрезентацију Салвадора представљао је 1 такмичар који се такмичио у трци на 200 метара.,
На овом првенству такмичар Салвадора није освојио ниједну медаљу, нити је постигао неки резултат.

## Учесници
Мушкарци:
- Хосе Андрес Салазар — 200 м

## Резултати

### Мушкарци
| Атлетичар           | Дисциплина | Лични рекорд | Квалификације | Квалификације | Полуфинале           | Полуфинале           | Финале               | Финале       | Детаљи |
| Атлетичар           | Дисциплина | Лични рекорд | Резултат      | Место         | Резултат             | Место                | Резултат             | Место        | Детаљи |
| ------------------- | ---------- | ------------ | ------------- | ------------- | -------------------- | -------------------- | -------------------- | ------------ | ------ |
| Хосе Андрес Салазар | 200 м      | 21,23        | 21,64         | 6. у гр. 2    | Није се квалификовао | Није се квалификовао | Није се квалификовао | 47 / 50 (40) |        |